# Astilbe amabilis
Astilbe amabilis là một loài thực vật có hoa trong họ Saxifragaceae. Loài này được H.Hara miêu tả khoa học đầu tiên năm 1976.